# 臺中市太平區東平國民小學
臺中市太平區東平國民小學，簡稱東平國小，現任校長為陳榮原。學校成立「扯鈴隊」作為發展特色，曾獲得全國多項比賽冠軍，並被教育部定為推動民俗技藝活動特優學校。

## 校史
原屬太平國小東平分校，民國81年（1992年）6月太平國小向臺中縣政府提出籌設太平國小東平分校案；民國82年（1993年）8月奉准設立，並定名為臺中縣太平鄉東平國民小學，臺中縣政府調派王素珠為第一任校長；民國83年（1994年）8月正式招生，並將學區內學生轉回該校；民國84年（1995年）6月舉辦第一屆畢業生畢業典禮；民國85年（1996年）8月1日，太平鄉升格為縣轄市後，改稱臺中縣太平市東平國民小學；民國88年（1999年）4月校舍全部完工；民國99年（2010年）12月25日，臺中市及臺中縣合併升格為直轄市後，改稱臺中市太平區東平國民小學。

## 外部連結
- 東平國小 （页面存档备份，存于）